# Tyta astroites
Tyta astroites là một loài bướm đêm trong họ Noctuidae.